# Camptorrhiza indica
Camptorrhiza indica là một loài thực vật có hoa trong họ Colchicaceae. Loài này được S.R.Yadav, N.P.Singh & B.Mathew miêu tả khoa học đầu tiên năm 1993.
Khu vực phân bố: Maharashtra (Ấn Độ)